# Gran Premio Miguel Induráin 2024
La 75.ª edición de la clásica ciclista Gran Premio Miguel Induráin fue una carrera en España que se celebró el 30 de marzo de 2024 con inicio y final en la ciudad de Estella sobre un recorrido de 198,1 kilómetros.
La carrera formó parte del UCI ProSeries 2024, calendario ciclístico mundial de segunda división, dentro de la categoría UCI 1.Pro. El vencedor fue el estadounidense Brandon McNulty del UAE Emirates, quien estuvo acompañado en el podio por el belga Maxim Van Gils del Lotto Dstny y el británico Oscar Onley del dsm-firmenich PostNL, segundo y tercer clasificado respectivamente.

## Equipos participantes
Tomaron parte en la carrera 22 equipos: 11 de categoría UCI WorldTeam, 9 de categoría UCI ProTeam y 2 de categoría Continental. Formaron así un pelotón de 150 ciclistas de los que acabaron 105. Los equipos participantes fueron:
| WorldTeams (11)- Arkéa-B&B Hotels - Astana Qazaqstan Team - Bora-Hansgrohe - Cofidis - Decathlon-AG2R La Mondiale - EF Education-EasyPost - Lidl-Trek - Movistar Team - Team dsm-firmenich PostNL - Team Jayco AlUla - UAE Team Emirates ProTeams (9)- Burgos-BH - Caja Rural-Seguros RGA - Equipo Kern Pharma - Euskaltel-Euskadi - Israel-Premier Tech - Lotto Dstny - Q36.5 Pro Cycling Team - Polti Kometa - TotalEnergies Equipos continentales (2)- Illes Balears Arabay Cycling - Sabgal / Anicolor |
| |

## Clasificación final
- La clasificación finalizó de la siguiente forma:[4]

| \| Clasificación general \| Clasificación general \| Clasificación general \| Clasificación general \| Clasificación general \| \| Ciclista \| Ciclista \| Equipo \| Tiempo \| \| \| --------------------- \| --------------------- \| -------------------------- \| --------------------- \| --------------------- \| \| 1.º \| Brandon McNulty \| UAE Team Emirates \| 4 h 55 min 48 s \| \| \| 2.º \| Maxim Van Gils \| Lotto Dstny \| + 0 s \| \| \| 3.º \| Oscar Onley \| Team dsm-firmenich PostNL \| + 2 s \| \| \| 4.º \| Ion Izagirre \| Cofidis \| + 6 s \| \| \| 5.º \| Archie Ryan \| EF Education-EasyPost \| + 8 s \| \| \| 6.º \| Samuele Battistella \| Astana Qazaqstan Team \| + 16 s \| \| \| 7.º \| Clément Champoussin \| Arkéa-B&B Hotels \| + 16 s \| \| \| 8.º \| Steff Cras \| TotalEnergies \| + 16 s \| \| \| 9.º \| Maximilian Schachmann \| Bora-Hansgrohe \| + 16 s \| \| \| 10.º \| Fernando Barceló \| Caja Rural-Seguros RGA \| + 16 s \| \| \| 11.º \| Warren Barguil \| Team dsm-firmenich PostNL \| + 23 s \| \| \| 12.º \| Urko Berrade \| Equipo Kern Pharma \| + 26 s \| \| \| 13.º \| Isaac Del Toro \| UAE Team Emirates \| + 31 s \| \| \| 14.º \| Davide De Pretto \| Team Jayco AlUla \| + 31 s \| \| \| 15.º \| Pavel Sivakov \| UAE Team Emirates \| + 34 s \| \| \| 16.º \| Igor Arrieta \| UAE Team Emirates \| + 34 s \| \| \| 17.º \| Alex Baudin \| Decathlon-AG2R La Mondiale \| + 36 s \| \| \| 18.º \| Mark Donovan \| Q36.5 Pro Cycling Team \| + 42 s \| \| \| 19.º \| Paul Double \| Team Polti Kometa \| + 44 s \| \| \| 20.º \| David de la Cruz \| Q36.5 Pro Cycling Team \| + 53 s \| \| |                       |                            |                 |
| |                       |                            |                 |
| Fuente: ProCyclingStats |                       |                            |                 |
| Clasificación general |                       |                            |                 |
| Ciclista | Ciclista              | Equipo                     | Tiempo          |
| 1.º | Brandon McNulty       | UAE Team Emirates          | 4 h 55 min 48 s |
| 2.º | Maxim Van Gils        | Lotto Dstny                | + 0 s           |
| 3.º | Oscar Onley           | Team dsm-firmenich PostNL  | + 2 s           |
| 4.º | Ion Izagirre          | Cofidis                    | + 6 s           |
| 5.º | Archie Ryan           | EF Education-EasyPost      | + 8 s           |
| 6.º | Samuele Battistella   | Astana Qazaqstan Team      | + 16 s          |
| 7.º | Clément Champoussin   | Arkéa-B&B Hotels           | + 16 s          |
| 8.º | Steff Cras            | TotalEnergies              | + 16 s          |
| 9.º | Maximilian Schachmann | Bora-Hansgrohe             | + 16 s          |
| 10.º | Fernando Barceló      | Caja Rural-Seguros RGA     | + 16 s          |
| 11.º | Warren Barguil        | Team dsm-firmenich PostNL  | + 23 s          |
| 12.º | Urko Berrade          | Equipo Kern Pharma         | + 26 s          |
| 13.º | Isaac Del Toro        | UAE Team Emirates          | + 31 s          |
| 14.º | Davide De Pretto      | Team Jayco AlUla           | + 31 s          |
| 15.º | Pavel Sivakov         | UAE Team Emirates          | + 34 s          |
| 16.º | Igor Arrieta          | UAE Team Emirates          | + 34 s          |
| 17.º | Alex Baudin           | Decathlon-AG2R La Mondiale | + 36 s          |
| 18.º | Mark Donovan          | Q36.5 Pro Cycling Team     | + 42 s          |
| 19.º | Paul Double           | Team Polti Kometa          | + 44 s          |
| 20.º | David de la Cruz      | Q36.5 Pro Cycling Team     | + 53 s          |

## Ciclistas participantes y posiciones finales
Convenciones:
- AB-N: Abandono en la etapa "N"
- FLT-N: Retiro por llegada fuera del límite de tiempo en la etapa "N"
- NTS-N: No tomó la salida para la etapa "N"
- DES-N: Descalificado o expulsado en la etapa "N"

## UCI World Ranking
El Gran Premio Miguel Induráin otorgó puntos para el UCI World Ranking para corredores de los equipos en las categorías UCI WorldTeam, UCI ProTeam y Continental. Las siguientes tablas son el baremo de puntuación y los diez corredores que obtuvieron más puntos:
| Posición              | 1.º | 2.º | 3.º | 4.º | 5.º | 6.º | 7.º | 8.º | 9.º | 10.º | 11.º | 12.º | 13.º | 14.º | 15.º | 16.º-30.º | 31.º-40.º |
| Clasificación general | 200 | 150 | 125 | 100 | 85  | 70  | 60  | 50  | 40  | 35   | 30   | 25   | 20   | 15   | 10   | 5         | 3         |

| Clasificación |                       |                        |         |
| Posición      | Ciclista              | Equipo                 | General |
| ------------- | --------------------- | ---------------------- | ------- |
| 1.º           | Brandon McNulty       | UAE Emirates           | 200     |
| 2.º           | Maxim Van Gils        | Lotto Dstny            | 150     |
| 3.º           | Oscar Onley           | dsm-firmenich PostNL   | 125     |
| 4.º           | Ion Izagirre          | Cofidis                | 100     |
| 5.º           | Archie Ryan           | EF Education-EasyPost  | 85      |
| 6.º           | Samuele Battistella   | Astana Qazaqstan       | 70      |
| 7.º           | Clément Champoussin   | Arkéa-B&B Hotels       | 60      |
| 8.º           | Steff Cras            | TotalEnergies          | 50      |
| 9.º           | Maximilian Schachmann | Bora-Hansgrohe         | 40      |
| 10.º          | Fernando Barceló      | Caja Rural-Seguros RGA | 35      |